# Москва кабацкая
«Москва кабацкая» — стихотворный сборник Сергея Есенина, изданный в июле 1924 года в Ленинграде. Сборник включал в себя 18 стихотворений, традиционно разделяемых на «Стихи — как вступление к „Москве кабацкой“», два внутренних цикла — собственно «Москву кабацкую» и «Любовь хулигана» — и «Стихотворение как заключение» («Не жалею, не зову, не плачу»). Цикл «Москва кабацкая», включавший четыре стихотворения, ранее издавался в берлинском сборнике Есенина 1923 года «Стихи скандалиста», а в начале 1924 года одно из них («Да! Теперь решено. Без возврата…») и два дополнительных были под этим заглавием напечатаны в третьем номере журнала имажинистов «Гостиница для путешествующих в прекрасном». Ещё раз при жизни автора «Москва кабацкая» была включена в сборник «Стихи (1920—24)».

## Включённые стихотворения
«Стихи — как вступление к „Москве кабацкой“»
«Все живое особой метой…», «Сторона ль ты моя, сторона!..», «Мир таинственный, мир мой древний…» (в ранних редакциях — «Волчья гибель»), «Не ругайтесь! Такое дело!..»
«Москва кабацкая»
«Я обманывать себя не стану…», «Да! Теперь решено. Без возврата…», «Снова пьют здесь, дерутся и плачут…», «Пой же, пой. На проклятой гитаре…» (снято цензурой), «Эта улица мне знакома…», «Мне осталась одна забава…» (снято цензурой)
«Любовь хулигана» (с общим посвящением «Августе Миклашевской»)
«Заметался пожар голубой…», «Ты такая ж простая, как все…», «Пускай ты выпита другим…», «Дорогая, сядем рядом…», «Мне грустно на тебя смотреть…», «Ты прохладой меня не мучай…», «Вечер черные брови насопил…»
«Стихотворение как заключение»
«Не жалею, не зову, не плачу…»

## Создание и публикация
Замысел «Москвы кабацкой» зародился у Есенина весной 1923 года, когда поэт находился в Париже. Уже в берлинский сборник Есенина 1923 года «Стихи скандалиста» вошли под общим заголовком «Москва кабацкая» четыре стихотворения — «Да! Теперь решено. Без возврата…», «Снова пьют здесь, дерутся и плачут…», «Сыпь, гармоника! Скука… Скука…» и «Пой же, пой. На проклятой гитаре…», при этом во вступлении к книге Есенин указывал: «Последние четыре стихотворения „Москвы кабацкой“ появляются впервые». Весь цикл был посвящён соратнику Есенина по «Ордену имажинистов» — Александру Кусикову. В период пребывания во Франции Есенин уже планировал издание всего цикла «Москва кабацкая» отдельной книгой — сохранилась подготовленная им обложка с текстом «Есенин. Москва кабацкая. Имажинисты. Париж. 1923», однако какие стихи он намеревался включить в это издание, достоверно неизвестно.
Работа над темой продолжалась после возвращения на родину в августе 1923 года, и в начале 1924 года в третьем номере журнала имажинистов «Гостиница для путешествующих в прекрасном» под заголовком «Москва кабацкая» были напечатаны «Да! Теперь решено. Без возврата…» и ещё два стихотворения — «Мне осталась одна забава…» и «Я усталым таким ещё не был…». Возможно, планировались дальнейшие публикации в журнальном формате, однако разногласия с редакцией «Гостиницы» привели к тому, что Есенин перестал печататься в этом журнале. В феврале 1924 года стихотворение «Да! Теперь решено. Без возврата…» с заголовком «Из цикла „Кабацкая Москва“» было опубликовано также в журнале «Ленинград». В декабре 1923 года в «Красной нови» и в начале 1924 года в «Русском современнике» появлялись стихотворения под общим заголовком «Любовь хулигана» — этот цикл, полностью написанный во второй половине 1923 года, Есенин включил в окончательный проект книги «Москва кабацкая».
К концу 1923 года «Москва кабацкая» была завершена. Начались переговоры об её издании, проходившие с участием В. И. Вольпина, и в начале 1924 года на творческом вечере Есенина в Петрограде были собраны деньги на издание. Рукописью заинтересовался заведующий петроградским (к тому моменту уже ленинградским) отделением Госиздата И. Ионов, и в итоге книга печаталась в типографии Госиздата, хотя позиционировалась как авторский сборник и оплачивалась самим Есениным. Стоимость трёхтысячного тиража составила 27 червонцев.
В ходе подготовки издания цензурой были изъяты два стихотворения — «Пой же, пой. На проклятой гитаре…» и «Мне осталась одна забава…», но их названия сохранились в оглавлении. В стихотворении «Снова пьют здесь, дерутся и плачут…» были вычеркнуты две строфы (четвёртая и шестая в полном варианте). После выхода книги в июле Есенин лично развозил её по знакомым адресам в Ленинграде, а затем тираж ушёл в Москву — «Книжная летопись» (№ 15 за 1924 год) датирует появление «Москвы кабацкой» в продаже 1—15 августа. Позже ещё при жизни Есенина «Москва кабацкая» вошла в сборник «Стихи (1920—24)»; в этом варианте цикла было пять стихотворений — «Я обманывать себя не стану…», «Да! Теперь решено. Без возврата…», «Снова пьют здесь, дерутся и плачут…», «Грубым даётся радость…» и «Эта улица мне знакома…». Полностью вошёл в сборник и цикл «Любовь хулигана» под общим заголовком, но уже без посвящения Миклашевской. Стихи из «Москвы кабацкой» (включая «Грубым даётся радость…») и «Любви хулигана» были включены в прижизненное авторское «Собрание стихотворений», но не выделялись в особый раздел.

## Реакция современников
Несмотря на озвучивавшуюся впоследствии оценку, согласно которой «критики различных эстетических убеждений и групповых пристрастий — все, словно сговорившись, буквально предавали „Москву кабацкую“ анафеме», книга получила после выхода ряд положительных отзывов. В особенности много их было ещё до выхода книги — по следам публичных чтений Есенина или от людей, знакомых с проектом книги. Уже в августе 1923 года корреспондент «Известий ВЦИК» С. Борисов писал, что в стихотворениях «Москвы кабацкой» «чувствуется новая большая струя в поэзии Есенина. Сила языка и образа оставляет за собой далеко позади родственную ему по романтизму поэзию Блока». А. К. Воронский, знакомый с текстами стихотворений цикла в период, предшествующий их изданию, в декабре 1923 года в журнале «Прожектор» наряду с критикой тематики признавал их «страшными, мастерскими и искренними» и писал об их «нежной лиричности». М. А. Осоргин выделял три стихотворения, опубликованные в «Гостинице», как образец положительных перемен в поэзии имажинизма, появления в ней «призыва к духовному самоочищению» и поворота к «романтическому идеализму». Осоргин отмечал внутреннюю красоту этих стихотворений.
После выхода книги к ней с пониманием отнёсся в литературном обозрении журнала «Печать и революция» критик А. Лежнев, одним из первых отметивший «Москву кабацкую» как переломную в жизни и творчестве Есенина. По словам Лежнева, «[З]а „страшным“ названием „Москва кабацкая“ скрываются мягкие лирические стихотворения, грустные и жалобные». При этом собственно «кабацкую» часть сборника он оценил как наиболее слабую, отозвавшись положительно о цикле «Любовь хулигана», стихотворения которого назвал первыми любовными стихами в творчестве Есенина, демонстрирующими даже для него необычайную нежность и задушевность. Высокую оценку Лежнев дал и технической стороне произведений Есенина в этом цикле, отметив «прозрачный, приближающийся к пушкинскому стих, отличающий последнюю фазу его творчества». Схожую позицию занял И. М. Машбиц-Веров, в журнале «Октябрь» противопоставлявший любовный цикл, составляющий вторую половину книги, «кабакам и вызывающему хулиганству» её первой половины и предшествующих изданий. Отметив в качестве недостатков цикла определённую ритмическую и композиционную однообразность, Машбиц-Веров в то же время указывал на «пронзительную музыкальность» рифм, углубляющуюся мелодику и гармоничность стихотворений. Иннокентий Оксёнов, с неудовольствием отмечая в «Звезде» отход Есенина от «родной крестьянской почвы», при этом подчёркивал, что его поэзия неотделима от биографии и должна рассматриваться в соответствии с «крепко сложенным организмом его дела». Одним из сильнейших во всём сборнике Оксёнов называл стихотворение «Мир таинственный, мир мой древний…», которое рассматривал как описание «трагедии старой деревни».
Однако же в критике после выхода «Москвы кабацкой» в свет действительно преобладали отрицательные отзывы, причём если одни критики отрицали художественные достоинства самих произведений, то другие, отдавая должное таланту и жизненной правдивости автора, в то же время обрушивались на потенциальную идеологическую опасность кабацких стихов. Тон был задан ещё Воронским, который в первом номере «Красной нови» за 1924 год усмотрел в стихах Есенина особый дух времени, характеризующийся «потерей веры в нашу революцию». Признавая талант Есенина, проявившийся в изображении «кабацтва», критик счёл, что стихотворения могут оказать разлагающее влияние на советское общество (особое внимание Воронского с этой точки зрения вызвало стихотворение «Мне осталась одна забава…», в изданный вариант сборника не вошедшее). Лирика «Любви хулигана» в этом контексте осталась вне поля внимания рецензента. Деятель РАППа Г. Лелевич в журнале «Октябрь» упрекал Есенина в том, что тот, отказавшись от поэтизации старой деревни, «ещё не смотрит на современность по-пролетарски», не способен принять революционное обновление, что и стало причиной появления «зловещих пьяных стихов». В «Молодой гвардии» Лелевич выступил ещё жёстче, заявив, что Есенин «деклассировался, оторвался от почвы», а стихи «Москвы кабацкой» объявив во всех смыслах безнадёжными. Такую же уничтожающую оценку дал им в «Русском современнике» И. Груздев, писавший о «вялом стихе», «словесном безвкусии» и «беспомощности тематической». Даже само «хулиганство» Есенина — например, в четвёртой строфе стихотворения «Не ругайтесь! Такое дело!..» — он счёл неубедительным и неискренним. В этом свете, по словам Груздева, выделяется завершающее стихотворение книги («Не жалею, не зову, не плачу…»), которое «должно лишний раз напомнить, какого чудесного лирика мы в нём теряем». В. Друзин в «Красной газете» заявлял: «Выступил наружу исконный грех его — невыработанность стиха». А. Б. Селиханович в газете «Бакинский рабочий», вторя Лелевичу, писал, что «старая Москва умерла у него (Есенина) в душе, а к новой, трудовой и героической, он ещё не пристал», в результате чего в его стихах «с бодлеровской силой» зазвучали обвинения революции в обмане. Резких отзывов удостоилось стихотворение «Эта улица мне знакома…», которое Г. Адонц назвал «фетовщиной», а В. Лебедев — «покаянным поэтическим катценяммером».
От нападок коллег Есенина защищала даже часть рецензентов (Машбиц-Веров, И. Н. Розанов), доказывавшая, что «кабацкая» жизнь рисуется в его поэзии в таких тонах, что не вызывает никакого желания ей предаться, и, следовательно, с этой точки зрения «Москва кабацкая» безвредна для читателя. Только позже, в свете произведений, появившихся вслед за «Москвой кабацкой», ряд критиков пришёл к выводам о закономерности «хулиганской» и «кабацкой» лирики в творческом развитии Есенина; в частности, в очередной раз сместились акценты в отзывах Воронского, в 1925 году снова отмечавшего в стихах цикла не столько «упадочность» и богемность, сколько эмоциональную насыщенность, жажду жизни, тягу к земле. А. И. Ромм в том же году писал, что весь сборник «Москва кабацкая» от начала и до конца представляет собой развитие сугубо есенинской линии «самого чистого элегического лиризма в современной русской поэзии».
Первые стихи «Москвы кабацкой», вошедшие ещё в сборник «Стихи скандалиста», вызвали отрицательный отклик и у критика-эмигранта Н. Светлова (Свиньина) в харбинской газете «Русский голос». Светлов, как и советские критики, видевший в них болезненный разрыв Есенина с деревенской тематикой, винил в нём, однако, советскую власть, разрушавшую, по его мнению, крестьянский уклад жизни, а творческую интеллигенцию загнавшую в тупик требованиями «пролетарской полезности» и отказом от «мелкобуржуазного» романтизма.
Возможно, что господствовавшие в литературной критике в первое время после выхода «Москвы кабацкой» отрицательные оценки не отражали той реакции, которую сборник вызвал у рядовых читателей. Например, в газете «Бакинский рабочий» очевидец выступления Есенина в бакинском студенческом клубе отмечал, что у публики наибольший успех имели «Москва кабацкая» и «Русь советская», тогда как «Песнь о великом походе» была воспринята сдержанно. О восторженной реакции публики на платном вечере Есенина 14 апреля 1924 года в Ленинграде сообщал Владимир Пяст, по словам которого, слушатели не отпускали поэта со сцены, пока тот совсем не изнемог. В то же время на чтении стихов цикла в Ермаковке (ночлежном доме в Москве) в августе того же года слушателей «бытовой материал» жизни «бандитов» и «проституток» не впечатлил, в отличие от другой лирики поэта — в том числе «Отговорила роща золотая…» и «Письма к матери».